# Michael Scott
Michael Gary Scott és un personatge fictici de la sèrie de la NBC The Office, interpretat per Steve Carell. Michael és el protagonista de la sèrie, i s'exerceix com a gerent regional de la sucursal de Scranton, Pennsilvània, d'una empresa de venda de paper, coneguda com Dunder Mifflin Inc. No obstant això, deixa temporalment l'empresa per formar la seva pròpia companyia paperera amb Pam Beesly i Ryan Howard cap al final de la cinquena temporada i comparteix un lloc de codirector amb Jim Halpert durant un interval de la sisena temporada que va des de "The Meeting" to "The Manager and the Salesman". Cap al final de la setena temporada, li proposa matrimoni a la representant de recursos humans Holly Flax i es trasllada a Colorado per cuidar dels seus ancians pares, deixant el lloc de gerent a Deangelo Vickers a "Goodbye, Michael". (Andy Bernard assumeix el lloc a la temporada 8, després que Vickers pateixi una mort cerebral; i finalment Dwight Schrute es converteix en gerent a la temporada 9). L'última aparició de Michael és al final, on és un convidat sorpresa al casament de Dwight.
Per la seva actuació, Carell va rebre importants elogis de la crítica i va ser nominat sis vegades consecutives al premi Primetime Emmy al millor actor en sèrie còmica, a més de guanyar un Globus d'Or al millor actor en sèrie de televisió musical o còmica el 2006.

## Càsting

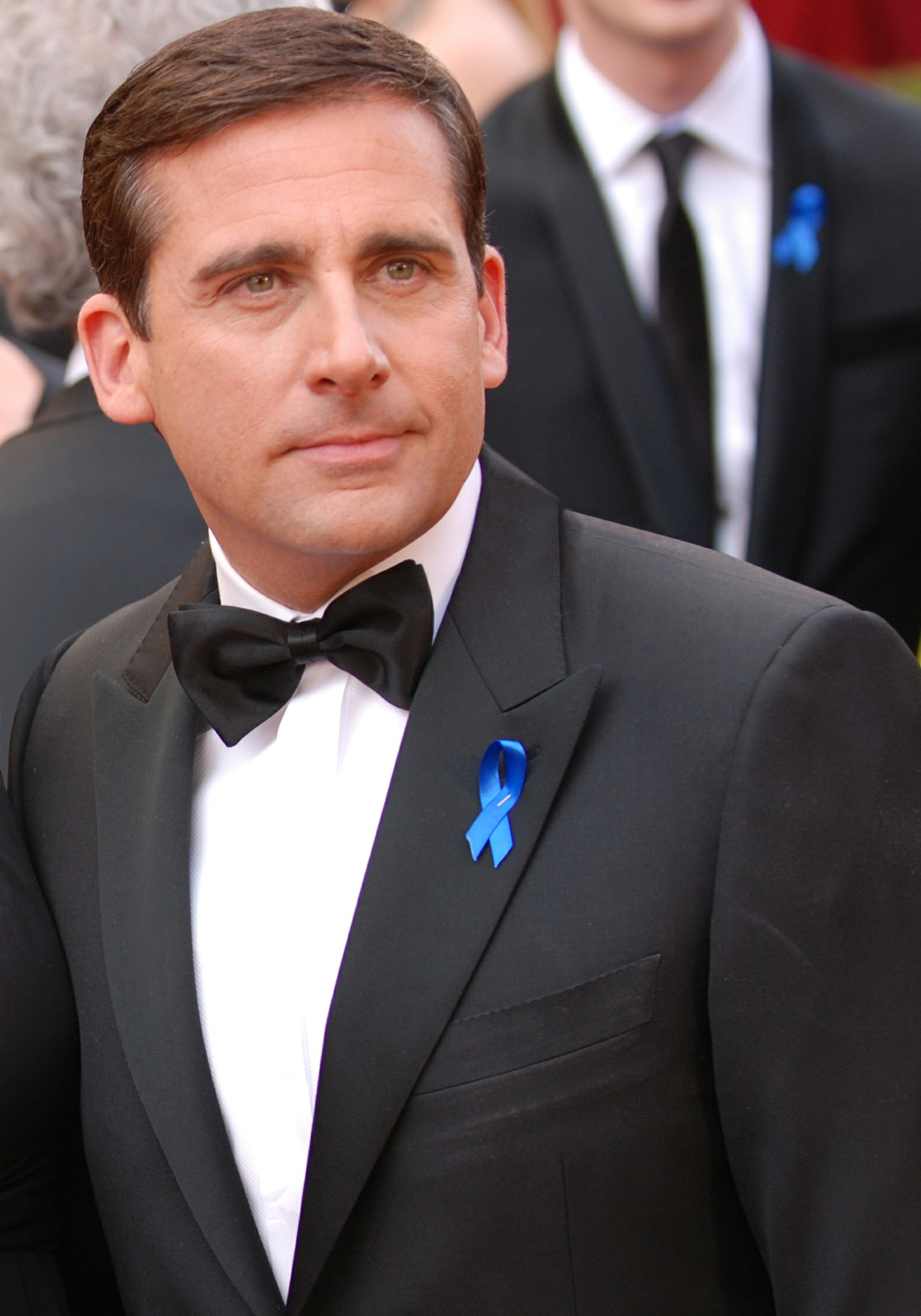
Steve Carell interpreta Michael Scott a la interpretació nord-americana de The Office

Tots els personatges de la sèrie original van ser adaptats per a la versió nord-americana. La programadora de la NBC Tracy McLaughlin va suggerir Paul Giamatti al productor Ben Silverman per al paper de Michael Scott, però l'actor va rebutjar. També es va informar que Martin Short, Hank Azaria i Bob Odenkirk estaven interessats, i Odenkirk va fer una audició. Al gener de 2004, Variety va informar que Steve Carell, del popular programa de Comedy Central The Daily Show with Jon Stewart, estava en converses per interpretar el paper. En aquell moment, ja estava compromès amb una altra comèdia de la NBC de mitja temporada, Come to Papa. Com que Carell no estava disponible, Odenkirk va ser seleccionat com a Michael Scott i va formar part del repartiment presentat als executius de la NBC. No obstant això, Come to Papa es va cancel·lar ràpidament, cosa que va permetre a Carell comprometre's amb The Office. Odenkirk va continuar apareixent a la sèrie en un breu paper com a director d'oficina que recorda Scott. Carell va declarar posteriorment que només havia vist la meitat de l'episodi pilot original de la sèrie britànica abans de presentar-se al càsting. No va seguir veient-ho per por de començar a copiar les caracteritzacions de Ricky Gervais. Al comentari d'àudio de l'episodi pilot, el director Ken Kwapis diu que la manca de familiaritat de Carell amb la versió britànica de The Office i la seva experiència treballant junts a Watching Ellie van influir en la seva elecció per al paper de Scott.
Stanley Tucci, Philip Seymour Hoffman, Bruno Kirby, Tim Blake Nelson, Stephen Colbert, David Herman, Mike White, Greg Kinnear, David Cross, Rob Schneider i Noah Emmerich, entre d'altres, van rebutjar el paper. Rick Moranis, Dan Aykroyd, Eugene Levy, David Koechner (que va passar a interpretar el personatge secundari Todd Packer), Steve Buscemi, Owen Wilson, Jason Lee, Matthew Broderick, Jon Favreau, William H. Macy i John C. Reilly també eren considerats per al paper.
Dos papers secundaris en pel·lícules el van ajudar a cridar l'atenció del públic: Bruce Almighty, en què Carell interpreta Evan Baxter (un arrogant rival del personatge de Jim Carrey), que obté un graciós càstig mentre és copresentador de les notícies. A El reporter, Carell interpreta una altra personalitat de les notícies, com el meteoròleg Brick Tamland. Tot i que la sèrie es va estrenar amb uns índexs d'audiència mediocres, la NBC la va renovar per a una altra temporada a causa de l'èxit previst de la pel·lícula de Carell Verge als 40, i la sèrie es va convertir posteriorment en un èxit d'audiència. Carell va guanyar un Globus d'Or i un premi de l'Associació de Crítics de Televisió el 2006 pel paper. També va rebre nominacions als Emmy el 2006, 2007 i 2011 pel seu treball a la sèrie. Tot i que Verge als 40 va ser un èxit sorprenent, Carell va revelar en una entrevista amb Entertainment Weekly que no tenia plans de deixar The Office. Tot i això, al programa BBC Radio 5 Live Film Review, va declarar en una entrevista que el seu temps a la sèrie probablement acabaria després que el seu contracte s'esgotés després de la setena temporada. Això es va confirmar més tard, el 28 de juny del 2010, quan Carell va confirmar que la setena temporada de la sèrie seria l'última després que el seu contracte amb la NBC expirés.